# Cephalostachyum viguieri
Cephalostachyum viguieri är en gräsart som beskrevs av Aimée Antoinette Camus. Cephalostachyum viguieri ingår i släktet Cephalostachyum och familjen gräs. Inga underarter finns listade i Catalogue of Life.